# Jacksonville Tomcats
Die Jacksonville Tomcats waren ein Arena-Football-Team aus Jacksonville (Florida), das in der af2 spielte. Ihre Heimspiele trugen die Tomcats im Jacksonville Colliseum aus.

## Geschichte
Die Tomcats wurden 2000 gegründet und starteten als eines der fünfzehn teilnehmenden Franchises an der neu gegründeten af2 im Jahr 2000.
Ihre Debütsaison verlief sowohl sportlich, als auch finanziell erfolgreich für das Franchise. Mit neun Siegen aus sechzehn Spielen erreichten die Tomcats die Postseason, verloren allerdings in der ersten Runde mit 28:41 gegen die Norfolk Nighthawks. Zu den Heimspielen kamen im Schnitt 8.258 Zuschauer und waren damit bei den Zuschauerzahlen in den Top 5 der Liga.
In den kommenden beiden Spielzeiten wurden die Playoffs verpasst. Der Zuschauerschnitt sank um knapp 25 %, was den Besitzern letztlich hunderttausende Dollar kostete.
Ende 2002 wurde das Franchise schließlich aufgelöst.
Bekannte Spieler waren unter anderem Anthony Bright und Micah Ross, die beide auch NFL Erfahrung vorweisen konnten.
Ab der Saison 2010 sollte ein zweites Franchise in Jacksonville Einzug erhalten. Die Jacksonville Sharks spielten in der Arena Football League (AFL).

## Saisonstatistiken
| Jahr | Team                 | Liga | S | N | Playoffs erreicht | Playoffrunde                                 |
| ---- | -------------------- | ---- | - | - | ----------------- | -------------------------------------------- |
| 2000 | Jacksonville Tomcats | af2  | 9 | 7 | ja                | S Viertelfinale gg. Norfolk Nighthawks 28:41 |
| 2001 | Jacksonville Tomcats | af2  | 9 | 7 | nein              |                                              |
| 2002 | Jacksonville Tomcats | af2  | 8 | 8 | nein              |                                              |

## Zuschauerentwicklung
| Jahr | Team              | Liga | Zuschauerdurchschnitt |
| ---- | ----------------- | ---- | --------------------- |
| 2000 | Augusta Stallions | af2  | 8.258                 |
| 2001 | Augusta Stallions | af2  | 7.146                 |
| 2002 | Augusta Stallions | af2  | 6.047                 |